# To nie ja!
"To nie ja!" ("Não sou eu!") foi a canção que representou a Polónia no Festival Eurovisão da Canção 1994 que teve lugar em Dublin, na Irlanda.
Foi interpretada em polaco por Edyta Górniak, a estreia daquele país e daquele idioma no Festival Eurovisão da Canção. Foi a vigésima-quarta canção a ser interpretada na noite do festival, a seguir à canção russa "Vyechniy stranik", interpretada por Youddiph e antes da canção francesa "Je suis un vrai garçon", cantada por Nina Morato. Terminou a competição em segundo lugar, recebendo um total de 166 pontos. No ano seguinte em 1995, a Polónia foi representada por Justyna com "Sama".

## Autores
- Letrista: Jacek Cygan;
- Compositor: Stanisław Syrewicz;
- orquestrador: Noel Kelehan

## Letra
A canção é uma balada dramática, com Górniak descrevendo-se como tendo um "mundo fácil". Ela canta que ela não é a Eva, pedindo aos seus ouvintes para não culpá-la pelos pecados daquela figura. Esta canção esteve à beira de ser desqualificada, porque a cantora teve a ousadia de cantar a segunda parte da canção em inglês e não na sua língua nativa, durante as gravações para mostrar a canção aos júris nacionais (o que contrariava a regra em vigor).

## Versões
Górniak interpretou uma versão desta canção em inglês intitulada "Once in a lifetime".